# Pete Fairbanks
Peter Anderson Fairbanks (né le 16 décembre 1993 à Saint-Louis, Missouri, États-Unis) est un lanceur droitier des Rays de Tampa Bay de la Ligue majeure de baseball.

## Carrière
Joueur des Tigers de l'Université du Missouri, Pete Fairbanks est choisi par les Rangers du Texas au 9e tour de sélection du repêchage de 2015.
Il fait son entrée dans le baseball majeur avec les Rangers le 9 juin 2019. En seulement 8 manches et deux tiers lancées en 8 matchs pour Texas, il réussit 15 retraits sur des prises mais accorde 9 points mérités et 7 buts-sur-balles. Le 13 juillet 2019, les Rangers l'échangent aux Rays de Tampa Bay contre Nick Solak. En 2019, Fairbanks a une moyenne de points mérités de 6,86 en 21 manches lancées lors de 21 matchs au total pour Texas et Tampa Bay.
En 2020, à sa première saison complète avec les Rays, il affiche une moyenne de points mérités de 2,70 avec 39 retraits sur des prises en 26 manches et deux tiers.